# 만선
《만선》(滿船, Full Ship)은 한국에서 제작된 김수용 감독의 1967년 가족 영화이다. 김승호 등이 주연으로 출연하였고 이종벽 등이 제작에 참여하였다.

## 출연

### 주연
- 김승호
- 주증녀
- 남정임
- 남궁원

## 기타
- 원작자: 천승세
- 조명: 차정남
- 미술: 박석인